# Professione? Spia!
Professione? Spia! (titolo originale Harriet the Spy) è un libro per giovani adulti scritto dall'autrice americana Louise Fitzhugh e pubblicato nel 1964. Ha vinto il Sequoyah Book Award e il New York Times Outstanding Book Award nel 1964.

## Trama
Harriet M. Welsch è una ragazzina di 11 anni che aspira alla carriera di spia e vive nell'Upper East Side di New York. Come pratica per la sua futura carriera, osserva gli altri con attenzione e scrive tutto quello che pensa in un quaderno. La sua balia, Catherine Golly (nota da Harriet come Ole Golly), la incoraggia in questa sua aspirazione.
Nei suoi "spy route" osserva compagni di classe, amici e il vicinato. Tra i vicini che lei spia sono inclusi Harrison Withers, uno scapolo con ventisei gatti; i Robinsons, una coppia molto salutare ma davvero noiosa; Mrs. Agata K. Plumber, un'indolente divorziata; Little Joe Curry, che aveva l'abitudine di rubare il cibo dalla drogheria per darli a un gruppo di bambini affamati che lo visitavano regolarmente.
Lei ama la torta e il latte, che consuma ogni pomeriggio. 
I compagni di Harriet includono ricchi, popolari, bulli e la professoressa Marion Hawthorne (descritta da Harriet come una potenziale "Adolf Hitler" al femminile); comprende anche Rachel Hennessey, la ribelle Pinky Whitehead, Laura Peters, che aveva l'abitudine di sorridere sempre a tutti, e un nuovo studente, il Ragazzo con le Calze Viola, che risulta noioso e il cui vero nome, Peter Matthews, nessuno ricorda.
Ole Golly ha un fidanzato di nome George Waldenstein: lo invita una sera a cena a casa di Harriet, e lui le inviterà ad uscire per vedere un film e prendere un gelato; all'inizio Ole è esitante, ma poi consente l'uscita. Dopo il cinema, visitano un drug store dove Harriet compra il gelato e non è consapevole della relazione tra Mr. Waldenstein e Ole Golly. Quando tornano a casa, trovano il padre di Harriet furioso, perché lui e la moglie sono tornati a casa senza trovarvi nessuno. Decidono quindi di licenziare Ole Golly, ma lei risponde che sarebbe stata prossima ad andarsene per sposare Mr. Waldenstein.
Un giorno Harriet perde il suo taccuino; successivamente viene trovato dai suoi compagni, che scoprono tutte le cose, spesso spiacevoli, che Harriet annotava anche nei loro confronti. Formano così lo "Spy Catcher Club" (Club Antispia), per trovare un modo di far vivere ad Harriet spiacevoli situazioni; al club si aggiungono anche Janie e Sport, migliori amici di Harriet, di cui lei aveva scritto alcune cose negative che li feriscono.
Harriet proverà a recuperare l'amicizia con Sport e Janie, ma entrambi la respingono. Quindi, Harriet spende tutto il suo tempo in classe a scrivere sul quaderno una parte del suo piano per punire il Club Antispia. Come risultato della sua noncuranza verso la scuola, i voti peggiorano, di conseguenza i suoi genitori le sequestrano il quaderno e la mandano da uno psicologo. Dopo molto tempo Ole Golly scriverà a Harriet, dicendole che doveva chiedere scusa e mentire, altrimenti avrebbe perso un amico.
I genitori di Harriet vanno a parlare con la sua insegnante e il preside, e Harriet è nominata redattrice del giornale di classe (in sostituzione a Marion Hawthorne). Gli argomenti del giornale riguardano alcune storie della gente degli "spy-route" di Harriet, storie sui genitori dei suoi compagni di scuola e diventa un successo immediato. 
Dopo qualche tempo, in qualità di redattrice, Harriet fa ammenda per i suoi amici attraverso la carta e Janie e Sport alla fine decidono di perdonarla.

## Adattamenti cinematografici
Nel 1996 è stato realizzato Harriet, la spia con Michelle Trachtenberg, mentre nel 2010 è stato prodotto un nuovo adattamento, Harriet the Spy, diretto da Ron Oliver e con protagonista Jennifer Stone.